# Бирюлина, Татьяна Николаевна
Татьяна Николаевна Бирюлина (в замужестве — Курина; род. 16 июля 1955, Ташкент) — советская легкоатлетка, выступавшая в метании копья. Участница летних Олимпийских игр 1980 года, рекордсменка мира в 1980—1981 годах. Первая в истории женщина, метнувшая копьё за 70 метров.
С середины 2010-х проживает в Калининградской области.

## Биография
Татьяна Бирюлина родилась 16 июля 1955 года в Ташкенте, Узбекская ССР (ныне Узбекистан).
Окончила среднюю школу №175 в Ташкенте. В 1974 году окончила кулинарное училище, в 1978 году — Узбекский государственный институт физкультуры. По профессии педагог.
Начала заниматься лёгкой атлетикой в 1966 году, выступая в пионерском четырёхборье. В 1970 году стала метать копьё. В 1966—1974 годах тренировалась под началом Ефима Борисовича Шапиро, с 1974 года — у заслуженного тренера Узбекской ССР Александра Александровича Винка.
Выступала в легкоатлетических соревнованиях за «Буревестник» из Ташкента. В 1976 году стала серебряным призёром Всесоюзных студенческих игр в Киеве. В 1979 году завоевала бронзу на Мемориале братьев Знаменских. В чемпионатах СССР по лёгкой атлетике ни разу не завоёвывала медали.
В 1979 году участвовала в летней Универсиаде в Мехико. В метании копья заняла 5-е место, показав результат 57,60 метра и уступив 9,60 метра завоевавшей золото Еве Радули-Зёргё из Румынии.
12 июля 1980 года на предолимпийском открытом чемпионате Москвы в Подольске установила мировой рекорд, метнув копьё на 70,08 метра. Бирюлина стала первой женщиной в мире, которая преодолела отметку в 70 метров. Рекорд продержался более года: 15 августа 1981 года его на 1,80 метра преодолела Антонета Тодорова из Болгарии.
В 1980 году вошла в состав сборной СССР на летних Олимпийских играх в Москве. В метании копья не преодолела норматив в 60 метров, показав результат 59,86 метра. Но, поскольку норматив выполнили только девять участниц, попала в финал с 11-го места. В финале заняла 6-е место с результатом 65,08, уступив 3,32 метра завоевавшей золото Марии Колон с Кубы. Очко, полученное за 6-е место, стало первым в олимпийской истории узбекистанской лёгкой атлетики.
Мастер спорта СССР международного класса (1980).

## Личный рекорд
- Метание копья — 70,08 (12 июля 1980, Подольск)[9]